# 潞西柯
潞西柯（学名：Lithocarpus thomsonii）为壳斗科柯属的植物。分布在老挝、泰国以及中国大陆的云南、西藏等地，生长于海拔800米至3,000米的地区，多生在常绿阔叶林中，目前尚未由人工引种栽培。

## 别名
白粉毛柯